# Virginia Díaz Rivas
Virginia Díaz Rivas (El Astillero, Cantabria, 15 de agosto de 1991) es una remera española.
Normalmente  rema en las modalidades skiff y dos sin timonel, disciplina en la que se proclamó campeona de Europa en 2019 junto a Aina Cid. También, ese mismo año logró clasificar el dos sin timonel femenino para los Juegos Olímpicos de Tokio 2020 junto a Aina, tras obtener un quinto puesto en el Campeonato Mundial de Remo de 2019.
Actualmente su club de remo es Raspas del Embarcadero, en Guecho, Vizcaya.

## Trayectoria
Fue subcampeona de España infantil en 2005 en doble scull, campeona de España cadete en skiff en 2006 y subcampeona en 2007, campeona de España juvenil en skiff en 2008 y 2009. En 2008 se proclamó campeona del mundo de remoergómetro en el Agganis Arena de Boston en categoría júnior peso ligero. Al año siguiente quedó en segundo lugar en el Campeonato del Mundo Júnior celebrado en Brive-la-Gaillarde.
En 2010 se proclamó campeona de España sub-23 y subcampeona absoluta en skiff, y desde este año participa en pruebas de la Copa del Mundo. En 2011 volvió a repetir su título nacional sub-23 en skiff, consiguió el bronce en categoría absoluta y fue campeona de España de larga distancia en cuatro scull. En 2012 consiguió su tercer campeonato de España sub-23 consecutivo en skiff. En 2013 disputó el Campeonato Europeo de Remo de 2013 celebrado en Sevilla. Ese año se adjudicó por cuarta vez consecutiva el campeonato de España sub-23, y fue bronce en categoría absoluta, lo que la valió para galardonada con el premio de la mejor deportista de Guecho.
En 2015 estuvo becada en Miami, estudiando cinco meses en la Universidad de Barry, donde ganó el campeonato universitario de 8+. Ese año disputó el Campeonato Mundial de Remo de 2015, su primer campeonato del Mundo absoluto. En 2016 se proclamó campeona de España de larga distancia, ganó la Regata Head of the Charles, y fue bronce en cuatro scull en el campeonato de España de larga distancia. En 2017 ganó el campeonato de España de larga distancia, y fue novena en el Campeonato Europeo de Remo de 2017, tercera de la final B. Poco después fue quinta en la final B del Campeonato Mundial de Remo de 2017, celebrado en Sarasota, Estados Unidos, y ganó el campeonato del mundo virtual de remoergómetro.
En 2018 se adjudicó el campeonato de España de remoergómetro, el campeonato de España de larga distancia y de clubs, y ganó la medalla de bronce en scull individual en los Juegos Mediterráneos de 2018, por detrás de Aikaterini Nikolaidou y Kiri Tontodonati. Fue segunda en la final C del Campeonato Mundial de Remo de 2018. Al año siguiente, Anna Boada se retiró del remo y dejó su puesto junto a Aina Cid. Virginia comenzó a competir entonces con Aina y juntas fueron sextas en el dos sin timonel en la Copa del Mundo de Plovdiv, Bulgaria. Poco después ganaron la medalla de oro en el Campeonato Europeo de Remo de 2019, en la prueba de dos sin timonel, la primera de la historia del remo español en el campeonato europeo. Por segundo año consecutivo se proclamó campeona de España de remoergómetro, y nuevamente campeona de España de larga distancia. Poco después participaron en Campeonato Mundial de Remo de 2019, donde quedaron quintas, clasificándose para los Juegos Olímpicos.
Nuevamente junto a Aina participaron en el Campeonato Europeo de Remo de 2020, donde consiguieron una nueva medalla, en este caso de plata, por detrás de Rumanía. En abril de 2021 participaron en el Campeonato Europeo de Remo de 2021, consiguiendo una medalla de bronce, y en mayo ganaron en la Copa del Mundo de Lucerna.

## Palmarés internacional
| Campeonato Europeo | Campeonato Europeo | Campeonato Europeo | Campeonato Europeo |
| Año                | Lugar              | Medalla            | Categoría          |
| ------------------ | ------------------ | ------------------ | ------------------ |
| 2019               | Lucerna ( Suiza)   | Medalla de oro     | Dos sin timonel    |
| 2020               | Poznań ( Polonia)  | Medalla de plata   | Dos sin timonel    |
| 2021               | Varese ( Italia)   | Medalla de bronce  | Dos sin timonel    |